# استفان سیگر
استفان سیگر (انگلیسی: Stephan Sieger؛ زادهٔ ۳ دسامبر ۱۹۷۹) بازیکن فوتبال اهل آلمان است.
از باشگاه‌هایی که در آن بازی کرده‌است می‌توان به باشگاه فوتبال فورتونا دوسلدورف، باشگاه فوتبال کیکرز اوفنباخ، باشگاه فوتبال زاربروکن، باشگاه فوتبال اس‌وی زاندهاوزن، و باشگاه فوتبال هوفنهایم اشاره کرد.